# Julian Dicks
Julian Dicks, né le 8 août 1968 à Bristol (Angleterre), est un footballeur anglais, qui évoluait au poste de défenseur, notamment à West Ham United.

## Carrière joueur
- 1985-mars 1988 : Birmingham City
- mars 1988-1993 : West Ham United
- 1993-1994 : Liverpool FC
- 1994-1999 : West Ham United
- nov. 2001-2002 : Canvey Island  [1]

## Carrière entraineur
- jan. 2009-2009 :  Wivenhoe Town
- 2009-2011 :  Grays Athletic